# Grant Bowler
Grant Bowler (ur. 18 lipca 1968 w Auckland) – nowozelandzki aktor i prezenter telewizyjny.

## Życiorys
Urodzony w Auckland w Nowej Zelandii. W młodości wraz z rodziną przeniósł się do Australii, gdzie na początku dorastał w Sydney, a później w Perth i Brisbane. W 1991 ukończył National Institute of Dramatic Art (NIDA), gdzie wcześniej studiowali Mel Gibson, Cate Blanchett, Hugo Weaving, Baz Luhrmann i Sam Worthington. Studiował też w The Actors Centre przy ATYP.
W latach 1993–1996 występował jako Constable Wayne Patterson w serialu Policjanci z Mt. Thomas (Blue Heelers). Za rolę Wolfganga Westa w serialu Do diabła z kryminałem (2005–2009) zdobył w 2010 nominację do Qantas Film and Television Awards.
W czerwcu 2014 powrócił w drugim sezonie serialu Defiance jako Joshua Nolan. Zagrał w psychologicznym filmie akcji Miasto odkupienia (Swelter, 2014) u boku Jeana-Claude’a Van Damme’a i Alfreda Moliny, dreszczowcu fantastycznonaukowym 400 dni (400 Days, 2015) jako Walter Anderson z udziałem Brandona Routha i Dane’a Cooka i filmie familijnym Ja i mój kochany pies (Zooey to the Max, 2015) w roli szeryfa Toma Jenkinsa z Amy Smart.

## Życie prywatne
21 stycznia 2001 poślubił australijską aktorkę Roxane Wilson, z którą ma dwoje dzieci: córkę Edie (ur. 2003) i syna Zeke’a (ur. 2005). W 2011, po dziewięciu latach, rozwiódł się ze swoją żoną.

## Wybrana filmografia

### Seriale
- 1993-1996: Policjanci z Mt. Thomas (Blue Heelers) jako Constable Wayne Patterson
- 1996: Pacific Drive jako Garth Stephens
- 1999]: Ucieczka w kosmos (Farscape) jako Shaman Liko
- 2000: Zaginiony świat (Sir Arthur Conan Doyle's The Lost World) jako Montague Fitzsimmonds
- 2004: Córki McLeoda (McLeod's Daughters) jako Jarred Wuchowski
- 2004-2005: Cena życia (All Saints) jako Nigel "Mac" MacPherson
- 2005-2009: Do diabła z kryminałem (Outrageous Fortune) jako Wolfgang West
- 2008: Zagubieni (Lost) jako kpt. Gault
- 2008–2010: Brzydula Betty (Ugly Betty) jako Connor Owens
- 2010: Czysta krew (True Blood) jako Cooter
- 2012: Świętoszki z Dallas (GCB) jako Mason Massey
- 2013–2015: Defiance jako Joshua Nolan
- 2019: Patolog (Harrow) jako Francis Chester

### Filmy fabularne
- 2000: Ostatni brzeg (On the Beach) jako porucznik Peter Holmes
- 2011: Elita zabójców (Killer Elite) jako James Cregg
- 2012: Liz i Dick (Liz & Dick) jako Richard Burton
- 2012: Złoty przekręt (The Great Mint Swindle, TV) jako Ray Mickelberg
- 2014: Miasto odkupienia (Swelter) jako Cole
- 2015: Jeden, dwa (One & Two) jako Daniel